# Bagé
Bagé város Brazíliában, Río Grande del Sur államban. Lakosainak száma 117 938 fő (2022). Bagé Aceguá, Lavras do Sul, Caçapava do Sul, Candiota, Dom Pedrito, Hulha Negra és Pinheiro Machado községekkel határos.

## Népesség
A település népességének változása:
| Lakosok száma | 118 767 | 112 678 | 116 794 | 121 335 | 121 518 | 117 938 |
|               | 2000    | 2007    | 2010    | 2020    | 2021    | 2022    |